# Odra Wodzisław Śląski
Odra Wodzisław Śląski – polski klub piłkarski z siedzibą w Wodzisławiu Śląskim, założony w 1922 roku. Odra przez wiele lat działała jako klub wielosekcyjny. Od 1996 do 2010 roku klub nieprzerwanie występował w Ekstraklasie. Największym sukcesem w historii Odry było wywalczenie 3. miejsca w Ekstraklasie w sezonie 1996/1997. Klub w sezonie 1996/1997 był także półfinalistą Pucharu Polski zaś w sezonie 2008/2009 finalistą Pucharu Ekstraklasy. Odra czterokrotnie była najlepszą drużyną piłkarską na Górnym Śląsku (lata 1997, 2002, 2006 i 2007). Odra zajmuje 25. miejsce w tabeli wszech czasów Ekstraklasy.

## Informacje ogólne
- Pełna nazwa:  WTS Odra Wodzisław Śląski
- Rok założenia: 1922
- Barwy: niebiesko-czerwone
- Adres: ul. Bogumińska 8, 44-300 Wodzisław Śląski
- Stadion: Stadion Aleja/MOSiR
- Prezes:  Maciej Handwerker
- Wiceprezes: Mariusz Adamczyk
- Sztab Szkoleniowy[1]:
  - Trener:
  - Asystent trenera:
  - Trener bramkarzy:
  - Fizjoterapeuta:
  - Kierownik drużyny:

## Historia klubu

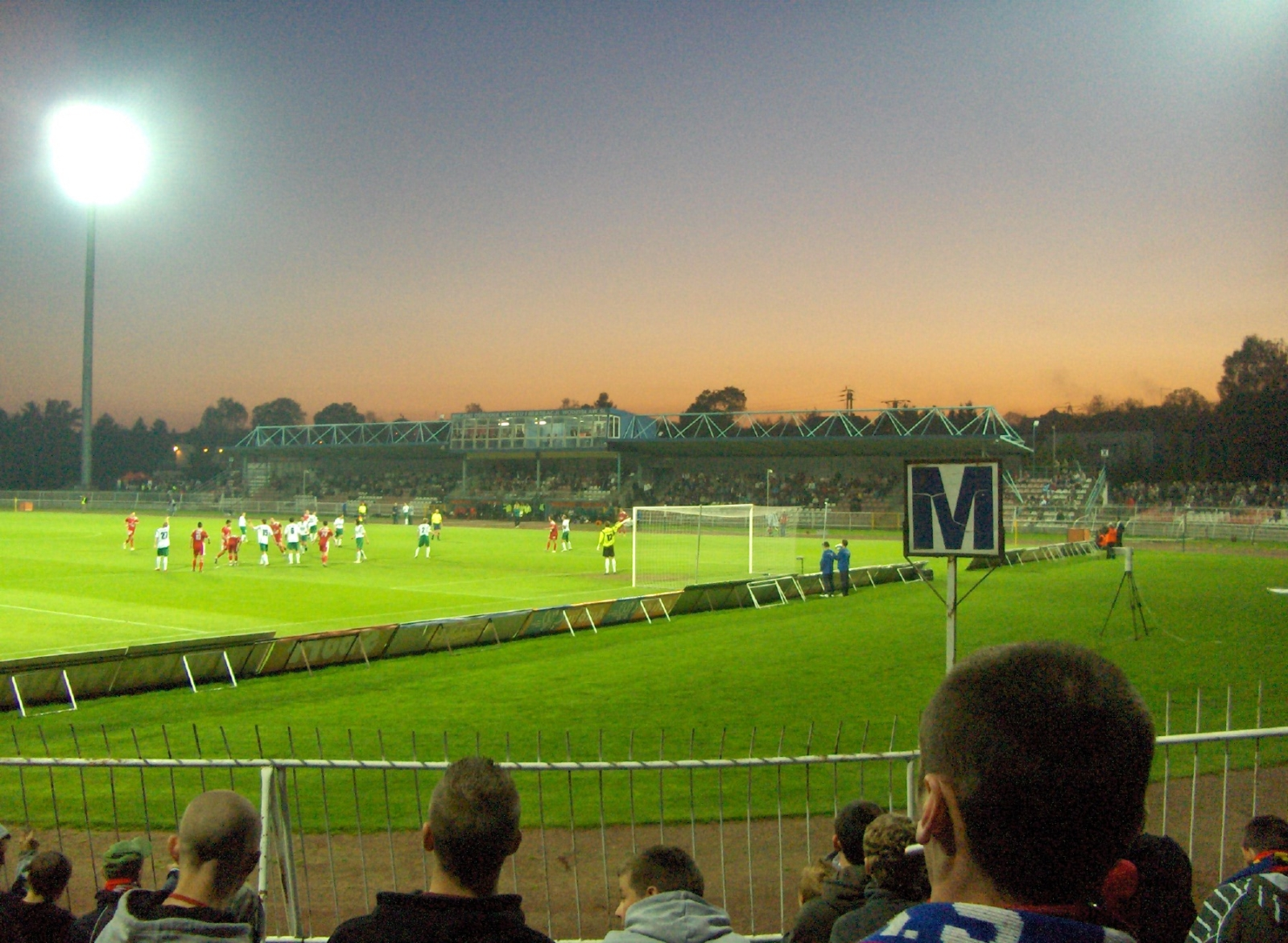
Mecz o mistrzostwo ekstraklasy pomiędzy Odrą Wodzisław a Dyskobolią Grodzisk Wlkp. w maju 2008 roku

Klub został założony w 1922 roku. Inauguracyjny mecz rozegrano na łące przy rzece Leśnicy, w miejscu gdzie obecnie znajduje się stadion, na którym gra Odra. Pierwszym prezesem klubu został Stanisław Kołacki. W okresie międzywojennym kilku wychowanków Odry grało w ekstraklasie (Alojzy Sitko, Karol Tatuś, Maksymilian Łuska, Witold Wilczek). Wybuch II wojny światowej przerwał działalność klubu. Po zakończeniu wojny w 1945 roku piłka nożna zaczęła się szybko odradzać. W tym też okresie tworzone były fuzje klubów działających w Wodzisławiu Śląskim i w 1948 roku powstał KS Kolejarz, a jego pierwszym prezesem został Henryk Kłosok. Klub przystąpił do rozgrywek klasy A. W 1963 roku Kolejarz połączył się z Górnikiem Wilchwy i powstaje KS Górnik Wodzisław Śląski, który już w kolejnym sezonie awansuje do klasy okręgowej. W 1965 roku następuje kolejna zmiana nazwy na GKS Wodzisław Śląski. W latach 1972–1975 drużyna występowała w III lidze, a później spadła do klasy okręgowej. W 1974 roku na wniosek Henryka Kłosoka wrócono do dawnej nazwy i od tego roku klub nazywał się GKS ODRA Wodzisław Śląski. Odra w sezonie 1975/1976 ponownie awansowała do III ligi, a w sezonie 1976/1977 awansowała do II ligi.
W sezonie 1995/1996 klub awansował do ekstraklasy, w której w sezonie 1996/1997 klub zajął 3. miejsce w tabeli końcowej tuż za Widzewem Łódź i Legią Warszawa oraz dotarła do półfinału Pucharu Polski, w którym uległa w późniejszemu triumfatorowi rozgrywek – Legii Warszawa. Klub grał w rozgrywkach Pucharu UEFA 1997/1998 oraz trzykrotnie w rozgrywkach Pucharu Intertoto (1997, 2003, 2004). Sezon 2001/2002 był jednym z najlepszych w historii gry Odry w ekstraklasie, gdyż po rundzie jesiennej klub został mistrzem jesieni. Po meczu z KSZO Ostrowiec Św. cała drużyna Odry, klęcząc na jednym kolanie, została pasowana przez trenera Ryszarda Wieczorka na „Rycerzy jesieni”. W sezonie 2008/2009 klub dotarł do finału Pucharu Ekstraklasy, w którym przegrał ze Śląskiem Wrocław 0:1. Po fatalnej rundzie jesiennej w sezonie 2009/2010 władze klubu na rundę wiosenną zakupiły szereg renomowanych piłkarzy, a nowym trenerem został Marcin Brosz. Zdecydowanie lepsza postawa zespołu w rundzie wiosennej nie przyczyniła się jednak do utrzymania Odry w ekstraklasie, w której ostatni mecz Odra rozegrała dnia 15 maja 2010 roku na wyjeździe z Wisłą Kraków, który zakończył się remisem 1:1, jednak do utrzymania Odrze zabrakło tylko 1 punktu i tym samym po 14 latach drużyna spadła z ekstraklasy.
W sezonie 2010/2011 po rundzie jesiennej drużyna zajmowała miejsce w środku tabeli, jednak po rundzie wiosennej z powodu kłopotów finansowych po raz kolejny spadła tym razem do II ligi, jednak dnia 29 czerwca 2011 roku Komisja ds. Licencji Klubowych II Ligi z przyczyn formalnych nie rozpatrzyła wniosku klubu o grę w lidze. Klubowi nie przysługiwało odwołanie od tej decyzji co oznaczało, że Odra nie przystąpiła do rozgrywek II ligi w sezonie 2011/2012. Zadłużony klub został postawiony w stan upadłości, a nowy podmiot, występujący pod nazwą Klub Piłkarski Odra 1922 Wodzisław, bazujący na tradycjach klubu Odra Wodzisław Śląski, wobec braku zgody Śląskiego Związku Piłki Nożnej na udział w wyższej klasie rozgrywkowej, został zgłoszony do rozgrywek C-klasy podokręgu Rybnik. Odbudowy klubu podjęli się kibice ze Stowarzyszenia Sympatyków Odry Wodzisław. Dnia 30 stycznia 2012 roku na walnym zebraniu stowarzyszenia klubu z województwa opolskiego – Startu Bogdanowice występującego w III lidze opolsko-śląskiej ze względu na problemy finansowe podjęto decyzję o przekazaniu licencji sekcji piłkarskiej klubu klubowi z Wodzisławia Śląskiego, dzięki czemu Odra od rundy wiosennej sezonu 2011/2012 występowała w III lidze opolsko-śląskiej na licencji Startu, równocześnie utrzymując zespół C–klasowy. Dnia 1 lipca 2012 roku Odra oficjalnie przejęła licencję na grę w III lidze jako APN Odra Wodzisław Śląski i występowała w grupie śląsko-opolskiej. Po spadku z III ligi w sezonie 2013/2014 zespół nie został dopuszczony do rozgrywek IV ligi w sezonie 2014/2015. Wiosną 2016 roku przyznano Odrze prawo występów w klasie okręgowej. Pod wodzą Ryszarda Wieczorka Odra Wodzisław awansowała do IV ligi w sezonie 2018/2019, a w sezonie sezonie 2020/2021 do III ligi. W III lidze Odra spędziła 2 sezony, po których powróciła do IV ligi. Sezon 2023/2024 zakończyła na 7. miejscu, co dało jej utrzymanie w lidze. Jednak w sezonie 2024/2025 drużyna spisywała się znacznie gorzej i zajęła 15. miejsce, zmuszające ją do gry w barażu o utrzymanie. 21 czerwca 2025 roku Odra Wodzisław przegrała ten baraż ze Zniczem Kłobuck, co oznaczało spadek do V ligi. Jednak 16 lipca 2025 roku ówczesny prezes klubu Maciej Handwerker w swoim oficjalnym oświadczeniu ogłosił, że zespół nie przystąpi do rozgrywek V ligi w sezonie 2025/2026. Powodem miał być przede wszystkim brak płynności finansowej wynikający z niewystarczającego wsparcia sponsorów i narastających problemów organizacyjnych. 6 lipca 2025 roku powstał klub partnerski głównej Odry, stowarzyszenie "MKS ODRA Wodzisław Śląski". Początkowo faktycznie MKS Odra miała być klubem partnerskim głównej Odry, jednak po rozwiązaniu się pierwszej drużyny, główną pierwszą drużyną Wodzisławskiej odry została MKS ODRA Wodzisław. 5 sierpnia 2025 roku decyzją przez Starostwo Powiatowe w Wodzisławiu Śląskim zarejestrowany został klub sportowy, działający jako nowe stowarzyszenie, pod nazwą: "Wodzisławskie Towarzystwo Sportowe Odra" który w nadchodzącym sezonie 2025/2026 wystąpi w B-klasie Podokręgu Rybnik.

### Zmiany nazw klubu
- 1922–1933 – KS Odra Wodzisław Śląski
- 1933–1939 – Młodzież Powstańcza Wodzisław Śląski
- W latach 1939–1948 klub nie istniał
- 1948–1963 – KS Kolejarz Wodzisław Śląski
- 1963–1965 – KS Górnik Wilchwy-Wodzisław Śląski
- 1965–1974 – GKS Wodzisław Śląski
- 1974–1992 – GKS Odra Wodzisław Śląski
- 1992–2007 – MKS Odra Wodzisław Śląski
- 2007–2011 – MKS Odra Wodzisław Śląski SA
- 2011–2012 – KP Odra 1922 Wodzisław Śląski
- 2012–2019 – APN Odra Wodzisław Śląski sp. z o.o.
- 2019 –2025 – Odra Wodzisław Śląski sp. z o.o.
- od 2025 – WTS Odra Wodzisław Śląski

## Największe sukcesy
Ekstraklasa:
- 3. miejsce: 1997
- Mistrzostwo jesieni 2001
- 14 sezonów w najwyższej klasie rozgrywkowej

I liga:
- Mistrzostwo: 1996

Puchar Polski:
- Półfinał: 1997

Puchar Ligi, Puchar Ekstraklasy:
- Finał: 2009
- Półfinał: 2000

Sukcesy juniorskie:
- Mistrzostwo Polski U-19: 1998

### Brązowa Drużynaekstraklasy 1996/1997
- Bramkarze: Paweł Primel, Dariusz Kłoda
- Obrońcy: Piotr Jegor, Mirosław Staniek, Piotr Sowisz, Mirosław Szwarga, Piotr Szota, Tomasz Sosna, Andrzej Sala, Bartłomiej Krótki
- Pomocnicy: Ryszard Wieczorek, Paweł Sibik, Roman Skorupa, Jacek Polak, Jan Woś, Marcin Malinowski, Andrzej Jasiński, Przemysław Pluta
- Napastnicy: Krzysztof Zagórski, Sławomir Paluch, Mariusz Nosal, Hubert Szewczyk
- Trenerzy: Marcin Bochynek, Jerzy Wolny (II trener)

| Lp. | Klub              | Mecze | Bramki | Punkty |
| --- | ----------------- | ----- | ------ | ------ |
| 1.  | Widzew Łódź       | 34    | 74:21  | 81     |
| 2.  | Legia Warszawa    | 34    | 66:27  | 77     |
| 3.  | Odra Wodzisław    | 34    | 51:44  | 55     |
| 4.  | GKS Katowice      | 34    | 47:40  | 53     |
| 5.  | Amica Wronki      | 34    | 41:40  | 52     |
| 6.  | ŁKS Łódź          | 34    | 55:45  | 49     |
| 7.  | Zagłębie Lubin    | 34    | 44:38  | 49     |
| 8.  | Polonia Warszawa  | 34    | 40:44  | 48     |
| 9.  | Stomil Olsztyn    | 34    | 45:46  | 44     |
| 10. | Raków Częstochowa | 34    | 35:39  | 44     |
| 11. | Lech Poznań       | 34    | 40:40  | 44     |
| 12. | Wisła Kraków      | 34    | 33:42  | 42     |
| 13. | Górnik Zabrze     | 34    | 40:45  | 41     |
| 14. | Ruch Chorzów      | 34    | 41:41  | 40     |
| 15. | GKS Bełchatów     | 34    | 36:43  | 40     |
| 16. | Hutnik Kraków     | 34    | 34:46  | 35     |
| 17. | Śląsk Wrocław     | 31    | 24:56  | 24     |
| 18. | Sokół Tychy       | 26    | 18:67  | 21     |

## Wszystkie sezony w polskich rozgrywkach
| Sezon     | Rozgrywki ligowe | Rozgrywki ligowe                  | Rozgrywki ligowe                            | Rozgrywki ligowe                            | Rozgrywki ligowe                            | Rozgrywki ligowe                            | Rozgrywki ligowe                            | Rozgrywki ligowe                            | Rozgrywki ligowe                            | Rozgrywki ligowe                            | Rozgrywki ligowe                            | Puchar Polski (rozgrywki centralne)         | Uwagi                                                                                                   | Uwagi |
| Sezon     | Liga             | Liga                              | Miejsce                                     | M                                           | Z                                           | R                                           | P                                           | Bramki                                      | Bramki                                      | +/−                                         | Pkt                                         | Puchar Polski (rozgrywki centralne)         | Uwagi                                                                                                   | Uwagi |
| --------- | ---------------- | --------------------------------- | ------------------------------------------- | ------------------------------------------- | ------------------------------------------- | ------------------------------------------- | ------------------------------------------- | ------------------------------------------- | ------------------------------------------- | ------------------------------------------- | ------------------------------------------- | ------------------------------------------- | --- | ----- |
| 1950      | III              | Klasa A (gr. Rybnik II)           | 4/9                                         |                                             |                                             |                                             |                                             |                                             |                                             |                                             | 16                                          | nie rozgrywano                              | |       |
| 1951      | III              | Klasa A (gr. Wodzisław)           | 3/8                                         |                                             |                                             |                                             |                                             |                                             |                                             |                                             | 11                                          | –                                           | |       |
| 1952      | III              | Klasa A (gr. Rybnik I)            | ?/8                                         |                                             |                                             |                                             |                                             |                                             |                                             |                                             |                                             | –                                           | |       |
| 1953      | V                | Klasa B (gr. Rybnik)              |                                             |                                             |                                             |                                             |                                             |                                             |                                             |                                             |                                             | nie rozgrywano                              | |       |
| 1954      | V                | Klasa B (gr. Rybnik)              |                                             |                                             |                                             |                                             |                                             |                                             |                                             |                                             |                                             | –                                           | |       |
| 1955      | V                | Klasa B (gr. Rybnik)              |                                             |                                             |                                             |                                             |                                             |                                             |                                             |                                             |                                             | –                                           | |       |
| 1956      | V                | Klasa B (gr. Rybnik)              |                                             |                                             |                                             |                                             |                                             |                                             |                                             |                                             |                                             | –                                           | |       |
| 1957      | IV               | Klasa A (gr. Rybnik)              | 10/12                                       |                                             |                                             |                                             |                                             |                                             |                                             |                                             | 17                                          | –                                           | |       |
| 1958      | IV               | Klasa A (gr. Rybnik)              | 8/12                                        |                                             |                                             |                                             |                                             |                                             |                                             |                                             | 21                                          | nie rozgrywano                              | |       |
| 1959      | IV               | Klasa A (gr. Rybnik)              | 8/14                                        |                                             |                                             |                                             |                                             |                                             |                                             |                                             | 24                                          | nie rozgrywano                              | |       |
| 1960      | IV               | Klasa A (gr. Rybnik)              | 5/14                                        |                                             |                                             |                                             |                                             |                                             |                                             |                                             | 29                                          | nie rozgrywano                              | |       |
| 1961      | IV               | Klasa A (gr. Rybnik)              | 9/14                                        |                                             |                                             |                                             |                                             |                                             |                                             |                                             | 21                                          | nie rozgrywano                              | |       |
| 1962      | IV               | Klasa A (gr. Rybnik)              | 11/14                                       |                                             |                                             |                                             |                                             |                                             |                                             |                                             | 21                                          | –                                           | |       |
| 1962/1963 | IV               | Klasa A (gr. Rybnik)              |                                             |                                             |                                             |                                             |                                             |                                             |                                             |                                             |                                             | –                                           | |       |
| 1963/1964 | IV               | Klasa A (gr. Rybnik)              | 1/?                                         |                                             |                                             |                                             |                                             |                                             |                                             |                                             |                                             | –                                           | |       |
| 1964/1965 | III              | Liga okręgowa (gr. Katowice A)    | 4/12                                        | 22                                          | 9                                           | 6                                           | 7                                           | 39                                          | 29                                          | 10                                          | 24                                          | –                                           | |       |
| 1965/1966 | III              | Liga okręgowa (gr. Katowice A)    | 3/12                                        | 22                                          | 12                                          | 4                                           | 6                                           | 41                                          | 37                                          | 4                                           | 28                                          | –                                           | |       |
| 1966/1967 | III              | III liga (gr. I)                  | 6/16                                        | 30                                          | 13                                          | 8                                           | 9                                           | 54                                          | 40                                          | 14                                          | 34                                          | –                                           | |       |
| 1967/1968 | III              | III liga (gr. I)                  | 5/16                                        | 30                                          | 15                                          | 6                                           | 9                                           | 41                                          | 25                                          | 16                                          | 36                                          | –                                           | |       |
| 1968/1969 | III              | III liga (gr. I)                  | 3/16                                        | 30                                          | 15                                          | 7                                           | 8                                           | 37                                          | 23                                          | 14                                          | 39                                          | –                                           | |       |
| 1969/1970 | III              | III liga (gr. I)                  | 8/16                                        | 30                                          | 10                                          | 9                                           | 11                                          | 33                                          | 33                                          | 0                                           | 29                                          | –                                           | |       |
| 1970/1971 | III              | III liga (gr. I)                  | 5/16                                        | 30                                          | 12                                          | 10                                          | 8                                           | 39                                          | 23                                          | 16                                          | 34                                          | –                                           | |       |
| 1971/1972 | III              | III liga (gr. I)                  | 8/16                                        | 30                                          | 9                                           | 11                                          | 10                                          | 29                                          | 29                                          | 0                                           | 29                                          | –                                           | |       |
| 1972/1973 | III              | III liga (gr. I)                  | 7/16                                        | 30                                          | 11                                          | 10                                          | 9                                           | 24                                          | 27                                          | -3                                          | 32                                          | –                                           | |       |
| 1973/1974 | III              | Klasa wojewódzka (gr. Katowice I) | 6/14                                        | 26                                          | 10                                          | 8                                           | 8                                           | 38                                          | 33                                          | 5                                           | 28                                          | –                                           | |       |
| 1974/1975 | III              | Klasa wojewódzka (gr. Katowice I) | 5/14                                        | 26                                          | 11                                          | 8                                           | 7                                           | 40                                          | 30                                          | 10                                          | 30                                          | –                                           | |       |
| 1975/1976 | III              | Klasa wojewódzka (gr. Katowice I) | 3/14                                        | 26                                          | 14                                          | 6                                           | 6                                           | 44                                          | 26                                          | 18                                          | 34                                          | –                                           | |       |
| 1976/1977 | III              | III liga (gr. V)                  | 1/14                                        | 26                                          | 19                                          | 4                                           | 3                                           | 31                                          | 22                                          | 9                                           | 42                                          | –                                           | |       |
| 1977/1978 | II               | II liga (gr. południowa)          | 15/16                                       | 30                                          | 7                                           | 7                                           | 16                                          | 26                                          | 40                                          | -14                                         | 21                                          | 1/4 finału                                  | |       |
| 1978/1979 | III              | III liga (gr. V)                  | 5/16                                        | 30                                          | 13                                          | 7                                           | 10                                          | 34                                          | 30                                          | 4                                           | 33                                          | II runda                                    | |       |
| 1979/1980 | III              | III liga (gr. V)                  | 6/16                                        | 30                                          | 14                                          | 6                                           | 10                                          | 33                                          | 32                                          | 1                                           | 34                                          | –                                           | |       |
| 1980/1981 | III              | III liga (gr. III)                | 8/16                                        | 30                                          | 11                                          | 9                                           | 10                                          | 39                                          | 34                                          | 5                                           | 31                                          | –                                           | |       |
| 1981/1982 | III              | III liga (gr. III)                | 1/16                                        | 30                                          | 24                                          | 4                                           | 2                                           | 66                                          | 17                                          | 49                                          | 52                                          | I runda                                     | |       |
| 1982/1983 | II               | II liga (gr. zachodnia)           | 7/16                                        | 30                                          | 9                                           | 13                                          | 8                                           | 32                                          | 33                                          | -1                                          | 31                                          | –                                           | |       |
| 1983/1984 | II               | II liga (gr. zachodnia)           | 3/16                                        | 30                                          | 13                                          | 10                                          | 7                                           | 34                                          | 24                                          | 10                                          | 36                                          | IV runda                                    | |       |
| 1984/1985 | II               | II liga (gr. zachodnia)           | 4/16                                        | 30                                          | 12                                          | 12                                          | 6                                           | 46                                          | 34                                          | 12                                          | 36                                          | II runda                                    | |       |
| 1985/1986 | II               | II liga (gr. zachodnia)           | 3/16                                        | 30                                          | 12                                          | 9                                           | 9                                           | 36                                          | 26                                          | 10                                          | 33                                          | II runda                                    | |       |
| 1986/1987 | II               | II liga (gr. zachodnia)           | 9/16                                        | 30                                          | 7                                           | 15                                          | 8                                           | 18                                          | 18                                          | 0                                           | 29                                          | V runda                                     | |       |
| 1987/1988 | II               | II liga (gr. zachodnia)           | 7/16                                        | 30                                          | 12                                          | 6                                           | 12                                          | 28                                          | 27                                          | 1                                           | 31                                          | II runda                                    | |       |
| 1988/1989 | II               | II liga (gr. zachodnia)           | 8/16                                        | 30                                          | 9                                           | 10                                          | 11                                          | 40                                          | 33                                          | 7                                           | 29                                          | V runda                                     | Utrzymanie po barażach.                                                                                 |       |
| 1989/1990 | II               | II liga                           | 10/20                                       | 38                                          | 13                                          | 12                                          | 13                                          | 45                                          | 41                                          | 4                                           | 39                                          | II runda                                    | |       |
| 1990/1991 | II               | II liga                           | 14/20                                       | 38                                          | 9                                           | 17                                          | 12                                          | 49                                          | 49                                          | 0                                           | 35                                          | V runda                                     | |       |
| 1991/1992 | II               | II liga (gr. zachodnia)           | 17/17                                       | 32                                          | 6                                           | 8                                           | 18                                          | 31                                          | 60                                          | 29                                          | 20                                          | III runda                                   | |       |
| 1992/1993 | III              | III liga (gr. śląska)             | 1/16                                        | 34                                          | 20                                          | 8                                           | 6                                           | 75                                          | 36                                          | 39                                          | 48                                          | II runda                                    | |       |
| 1993/1994 | II               | II liga (gr. zachodnia)           | 13/18                                       | 34                                          | 11                                          | 8                                           | 15                                          | 36                                          | 42                                          | -6                                          | 30                                          | –                                           | |       |
| 1994/1995 | II               | II liga (gr. zachodnia)           | 11/18                                       | 34                                          | 12                                          | 7                                           | 15                                          | 38                                          | 39                                          | -1                                          | 31                                          | II runda                                    | |       |
| 1995/1996 | II               | II liga (gr. zachodnia)           | 1/18                                        | 34                                          | 21                                          | 7                                           | 6                                           | 86                                          | 37                                          | 49                                          | 70                                          | II runda                                    | |       |
| 1996/1997 | I                | I liga                            | 3/18                                        | 34                                          | 16                                          | 7                                           | 11                                          | 51                                          | 44                                          | 7                                           | 55                                          | 1/2 finału                                  | |       |
| 1997/1998 | I                | I liga                            | 9/18                                        | 34                                          | 14                                          | 6                                           | 14                                          | 51                                          | 50                                          | 1                                           | 48                                          | V runda                                     | 3. miejsce w grupie Pucharu Intertoto II runda kwalifikacyjna Pucharu UEFA                              |       |
| 1998/1999 | I                | I liga                            | 14/16                                       | 30                                          | 8                                           | 8                                           | 14                                          | 33                                          | 41                                          | -8                                          | 32                                          | V runda                                     | |       |
| 1999/2000 | I                | I liga                            | 9/16                                        | 30                                          | 10                                          | 7                                           | 13                                          | 34                                          | 38                                          | -4                                          | 37                                          | IV runda                                    | 1/2 finału Pucharu Ligi                                                                                 |       |
| 2000/2001 | I                | I liga                            | 9/16                                        | 30                                          | 10                                          | 9                                           | 11                                          | 39                                          | 46                                          | -7                                          | 39                                          | IV runda                                    | IV runda Pucharu Ligi                                                                                   |       |
| 2001/2002 | I                | I liga                            | 5/16                                        | 28                                          | 12                                          | 6                                           | 10                                          | 40                                          | 33                                          | 7                                           | 27                                          | III runda                                   | 1/4 finału Pucharu Ligi Mistrz jesieni                                                                  |       |
| 2002/2003 | I                | I liga                            | 5/16                                        | 30                                          | 17                                          | 5                                           | 8                                           | 55                                          | 42                                          | 13                                          | 56                                          | 1/4 finału                                  | |       |
| 2003/2004 | I                | I liga                            | 9/14                                        | 26                                          | 8                                           | 4                                           | 14                                          | 27                                          | 40                                          | -13                                         | 28                                          | III runda                                   | I runda Pucharu Intertoto                                                                               |       |
| 2004/2005 | I                | I liga                            | 13/14                                       | 26                                          | 7                                           | 3                                           | 16                                          | 27                                          | 41                                          | -14                                         | 24                                          | 1/8 finału                                  | I runda Pucharu Intertoto Utrzymanie po barażach.                                                       |       |
| 2005/2006 | I                | I liga                            | 6/16                                        | 30                                          | 10                                          | 10                                          | 10                                          | 23                                          | 27                                          | -4                                          | 40                                          | 1/4 finału                                  | |       |
| 2006/2007 | I                | I liga                            | 10/16                                       | 30                                          | 10                                          | 10                                          | 10                                          | 29                                          | 36                                          | -7                                          | 40                                          | 1/16 finału                                 | faza grupowa Pucharu Ekstraklasy                                                                        |       |
| 2007/2008 | I                | I liga                            | 12/16                                       | 30                                          | 8                                           | 5                                           | 17                                          | 28                                          | 47                                          | -19                                         | 29                                          | 1/16 finału                                 | 1/4 finału Pucharu Ekstraklasy                                                                          |       |
| 2008/2009 | I                | Ekstraklasa                       | 12/16                                       | 30                                          | 8                                           | 8                                           | 14                                          | 23                                          | 40                                          | -17                                         | 32                                          | 1/8 finału                                  | finał Pucharu Ekstraklasy                                                                               |       |
| 2009/2010 | I                | Ekstraklasa                       | 15/16                                       | 30                                          | 7                                           | 6                                           | 17                                          | 27                                          | 45                                          | -18                                         | 27                                          | 1/8 finału                                  | |       |
| 2010/2011 | II               | I liga                            | 17/18                                       | 34                                          | 9                                           | 5                                           | 20                                          | 29                                          | 58                                          | -29                                         | 32                                          | 1/16 finału                                 | Uchwałą Zarządu PZPN po zakończeniu sezonu karna degradacja administracyjna do C Klasy (Grupa Rybnicka) |       |
| 2011/2012 | IX               | Klasa C (gr. Rybnik)              | 1/15                                        | 28                                          | 21                                          | 2                                           | 5                                           | 89                                          | 25                                          | 64                                          | 65                                          | –                                           | Uchwałą Zarządu Śląskiego ZPN po zakończeniu sezonu · przyznano miejsce w III lidze.                    |       |
| 2012/2013 | IV               | III liga (gr. opolsko-śląska)     | 12/16                                       | 30                                          | 8                                           | 8                                           | 14                                          | 27                                          | 35                                          | -13                                         | 32                                          | Runda przedwstępna                          | |       |
| 2013/2014 | IV               | III liga (gr. opolsko-śląska)     | 16/24                                       | 30                                          | 12                                          | 4                                           | 14                                          | 35                                          | 47                                          | -12                                         | 40                                          | –                                           | |       |
| 2014/2015 | V                | IV liga                           | Zespół nie został dopuszczony do rozgrywek. | Zespół nie został dopuszczony do rozgrywek. | Zespół nie został dopuszczony do rozgrywek. | Zespół nie został dopuszczony do rozgrywek. | Zespół nie został dopuszczony do rozgrywek. | Zespół nie został dopuszczony do rozgrywek. | Zespół nie został dopuszczony do rozgrywek. | Zespół nie został dopuszczony do rozgrywek. | Zespół nie został dopuszczony do rozgrywek. | Zespół nie został dopuszczony do rozgrywek. | Zespół nie został dopuszczony do rozgrywek.                                                             |       |
| 2015/2016 | IX               | Klasa C (gr. Rybnik)              | 5/11                                        | 18                                          | 11                                          | 1                                           | 6                                           | 45                                          | 37                                          | 8                                           | 34                                          | –                                           | Uchwałą Zarządu Śląskiego ZPN po zakończeniu sezonu · przyznano miejsce w lidze okręgowej.              |       |
| 2016/2017 | VI               | Liga okręgowa (gr. Katowice III)  | 3/16                                        | 30                                          | 16                                          | 6                                           | 8                                           | 43                                          | 30                                          | 13                                          | 54                                          | –                                           | |       |
| 2017/2018 | VI               | Liga okręgowa (gr. Katowice III)  | 13/16                                       | 30                                          | 9                                           | 9                                           | 12                                          | 46                                          | 50                                          | -4                                          | 36                                          | –                                           | |       |
| 2018/2019 | VI               | Liga okręgowa (gr. Katowice III)  | 1/16                                        | 30                                          | 26                                          | 3                                           | 1                                           | 124                                         | 17                                          | 107                                         | 81                                          | –                                           | |       |
| 2019/2020 | V                | IV liga (gr. śląska II)           | 3/16                                        | 15                                          | 8                                           | 3                                           | 4                                           | 31                                          | 17                                          | 14                                          | 27                                          | –                                           | |       |
| 2020/2021 | V                | IV liga (gr. śląska II)           | 1/16                                        | 32                                          | 26                                          | 1                                           | 5                                           | 99                                          | 38                                          | 61                                          | 79                                          | –                                           | Baraż o awans do III ligi. Zwycięstwo z Rakowem II Częstochowa 6:3. Awans                               |       |
| 2021/2022 | IV               | III liga – grupa III              | 11/18                                       | 34                                          | 12                                          | 7                                           | 15                                          | 47                                          | 63                                          | -16                                         | 43                                          | –                                           | |       |
| 2022/2023 | IV               | III liga – grupa III              | 17/18                                       | 34                                          | 7                                           | 7                                           | 20                                          | 57                                          | 88                                          | -31                                         | 28                                          | –                                           | |       |
| 2023/2024 | V                | IV liga (gr. śląska II)           | 7/16                                        | 30                                          | 14                                          | 7                                           | 9                                           | 59                                          | 48                                          | 11                                          | 49                                          | –                                           | |       |
| 2024/2025 | V                | IV liga (grupa śląska)            | 15/19                                       | 36                                          | 12                                          | 7                                           | 17                                          | 64                                          | 69                                          | -5                                          | 43                                          | –                                           | Przegrany baraż o utrzymanie ze Zniczem Kłobuck, rezygnacja z gry w V lidze                             |       |
| 2025/2026 | IX               | Klasa B (gr. Rybnik II)           | ?/12                                        |                                             |                                             |                                             |                                             |                                             |                                             |                                             |                                             |                                             | Sezon trwa.                                                                                             |       |

| Poziom ligowy | Liczba sezonów | Sezony                                     |
| ------------- | -------------- | ------------------------------------------ |
| I             | 14             | 1996–2010                                  |
| II            | 15             | 1977/1978, 1982–1992, 1993–1996, 2010/2011 |
| III           | 21             | 1950–1952, 1964/1977, 1978/1982, 1992/1993 |
| IV            | 12             | 1957–1964, 2012–2014, 2021–2023            |
| V             | 9              | 1953–1956, 2014–2015, 2019–2021, 2023–2025 |
| VI            | 3              | 2016–2019                                  |
| IX            | 3              | 2011/2012, 2015/2016, 2025/2026            |

## Europejskie puchary
Legenda do wszystkich tabel:
- Q – runda eliminacyjna, 1/16, 1/8, 1/4, 1/2 – odpowiednia faza rozgrywek, Grupa – runda grupowa, 1r gr – pierwsza runda grupowa, 2r gr – druga runda grupowa, F – finał, R – runda, PO – play-off
- k. – rzuty karne, los. – losowanie, Dogr. – dogrywka, w. – zasada bramek strzelonych na wyjeździe

| Sezon     | Rozgrywki        | Runda   | Klub            | Dom | Wyjazd | Ogólnie    |
| --------- | ---------------- | ------- | --------------- | --- | ------ | ---------- |
| 1997      | Puchar Intertoto | Grupa 9 | Rapid Bukareszt | 2–4 |        | 3. miejsce |
| 1997      | Puchar Intertoto | Grupa 9 | Olympique Lyon  |     | 2–5    | 3. miejsce |
| 1997      | Puchar Intertoto | Grupa 9 | MŠK Žilina      | 0–0 |        | 3. miejsce |
| 1997      | Puchar Intertoto | Grupa 9 | Austria Wiedeń  |     | 5–1    | 3. miejsce |
| 1997/1998 | Puchar UEFA      | 1Q      | Pobeda Prilep   | 3–0 | 1–2    | 4–2        |
| 1997/1998 | Puchar UEFA      | 2Q      | Rotor Wołgograd | 3–4 | 0–2    | 3–6        |
| 2003      | Puchar Intertoto | 1R      | Shamrock Rovers | 1–2 | 0–1    | 1–3        |
| 2004      | Puchar Intertoto | 1R      | Dynama Mińsk    | 1–0 | 0–2    | 1–2        |

## Szczegóły spotkań

### Puchar Intertoto UEFA 1997
1. runda – Grupa 9
- 22.06.1997: Odra Wodzisław Śl. – Rapid Bukareszt 2:4
- 28.06.1997: Olympique Lyon – Odra Wodzisław Śl. 5:2
- 12.07.1997: Odra Wodzisław Śl – MŠK Žilina 0:0
- 19.07.1997: Austria Wiedeń – Odra Wodzisław Śl. 1:5

Bramki dla Odry: Zagórski (2', 10', 55'), Sowisz (65'), Wieczorek (75')

### Puchar UEFA 1997/1998
Runda przedwstępna:
- 23.07.1997: Odra Wodzisław Śl. – Pobeda Prilep 3:0

Bramki dla Odry: Polak (34'), Paluch (48'), Nosal (68')
- 30.07.1997: Pobeda Prilep – Odra Wodzisław Śl. 2:1

Bramka dla Odry: Zagórski (18')
Runda wstępna
- 12.08.1997: Rotor Wołgograd – Odra Wodzisław Śl. 2:0
- 26.08.1997: Odra Wodzisław Śl. – Rotor Wołgograd 3:4

Bramki dla Odry: Staniek (35'), Zagórski (44'), Brzoza (45')

### Puchar Intertoto UEFA 2003
I runda
- 21.06.2003: Odra Wodzisław Śl. – Shamrock Rovers 1:2

Bramka dla Odry: Nowacki
- 29.06.2003: Shamrock Rovers – Odra Wodzisław Śl. 1:0

### Puchar Intertoto UEFA 2004
I runda
- 20.06.2004: Odra Wodzisław Śl. – Dynama Mińsk 1:0

Bramka dla Odry: Kubisz
- 27.06.2004: Dynama Mińsk – Odra Wodzisław Śl. 2:0

## Stadion

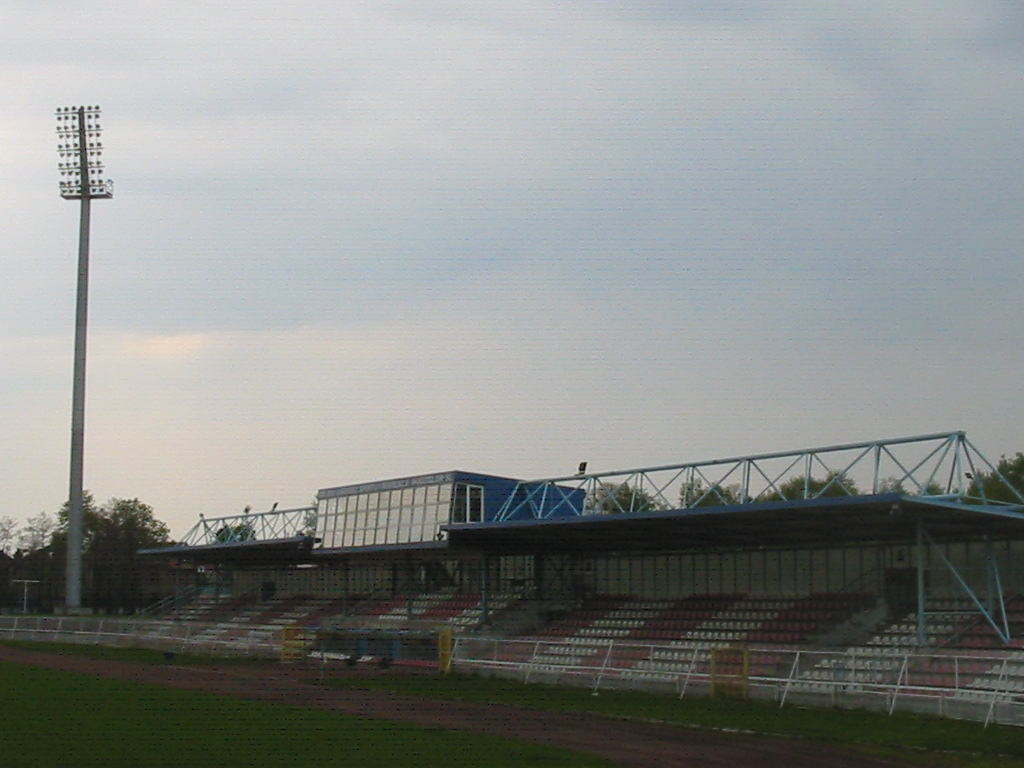
Stadion Odry Wodzisław Śląski

Stadion Odry mieści się przy ul. Bogumińskiej 8 i należy do Miejskiego Ośrodka Sportu i Rekreacji. Wejścia na stadion znajdują się od strony ul. Bogumińskiej i Czyżowickiej.
- Pojemność: 5835 miejsc (3000 siedzących)
- Oświetlenie: 2000 luksów
- Wymiary boiska: 105 × 74 m
- Podgrzewana murawa
- Drenaż

Mecze Odry w ekstraklasie z najwyższą liczbą widzów:
| Liczba widzów | Rywal            | Data       | Wynik |
| ------------- | ---------------- | ---------- | ----- |
| 9000          | Legia Warszawa   | 7.05.1997  | 0:3   |
| 8655          | Ruch Chorzów     | 5.03.1997  | 2:1   |
| 8620          | Górnik Zabrze    | 29.03.2008 | 0:2   |
| 8000          | Górnik Zabrze    | 9.11.2008  | 0:0   |
| 6574          | Widzew Łódź      | 18.09.1996 | 1:1   |
| 6500          | Ruch Chorzów     | 16.05.1998 | 5:0   |
| 6500          | Ruch Chorzów     | 30.08.2008 | 3:0   |
| 6448          | Górnik Zabrze    | 3.08.1996  | 1:0   |
| 6380          | GKS Katowice     | 19.04.1997 | 0:0   |
| 6234          | Amica Wronki     | 21.09.1996 | 3:0   |
| 6200          | Polonia Warszawa | 27.07.1996 | 3:1   |

Dnia 25 września 1996 roku obiekt gościł reprezentację Polski, kiedy Odra rozegrała mecz towarzyski z reprezentacją Zjednoczonych Emiratów Arabskich (1:0 dla Polski). Mecz ten nie jest jednak uznawany przez PZPN za oficjalny. Ponadto na stadionie często rozgrywane są mecze reprezentacji młodzieżowych.

## Obecny skład
Stan na 19 stycznia 2021
| Nr | Poz. | Piłkarz           |
| -- | ---- | ----------------- |
| 3  | OB   | Maciej Kłosek     |
| 4  | OB   | Mohamadou Sadio   |
| 5  | PO   | Piotr Górnicki    |
| 7  | OB   | Artur Gać         |
| 9  | NA   | Niko Abuladze     |
| 10 | NA   | Adrian Tabala     |
| 11 | PO   | Paweł Zdunek      |
| 15 | OB   | Jakub Białas      |
| 16 | NA   | Patryk Dudziński  |
| 18 | PO   | Damian Tarka      |
| 19 | OB   | Arkadiusz Woś     |
| 20 | OB   | Arkadiusz Lalko   |
| 22 | OB   | Krzysztof Krzyżok |
| 28 | BR   | Maciej Kacperski  |

| Nr | Poz. | Piłkarz            |
| -- | ---- | ------------------ |
| 31 | PO   | Koba Szalamberidze |
| 94 | BR   | Grzegorz Wnuk      |
|    | BR   | Kamil Kuszka       |
|    | OB   | Szymon Jary        |
|    | PO   | Szymon Szydłowski  |
|    | PO   | Dawid Chochulski   |
|    | PO   | Tomasz Tomasik     |
|    | PO   | Kamil Chatys       |
|    | PO   | Marcin Wodecki     |
|    | PO   | Salvador Pryka     |
|    | NA   | Piotr Zieliński    |
|    | NA   | Dariusz Łucki      |

## Trenerzy

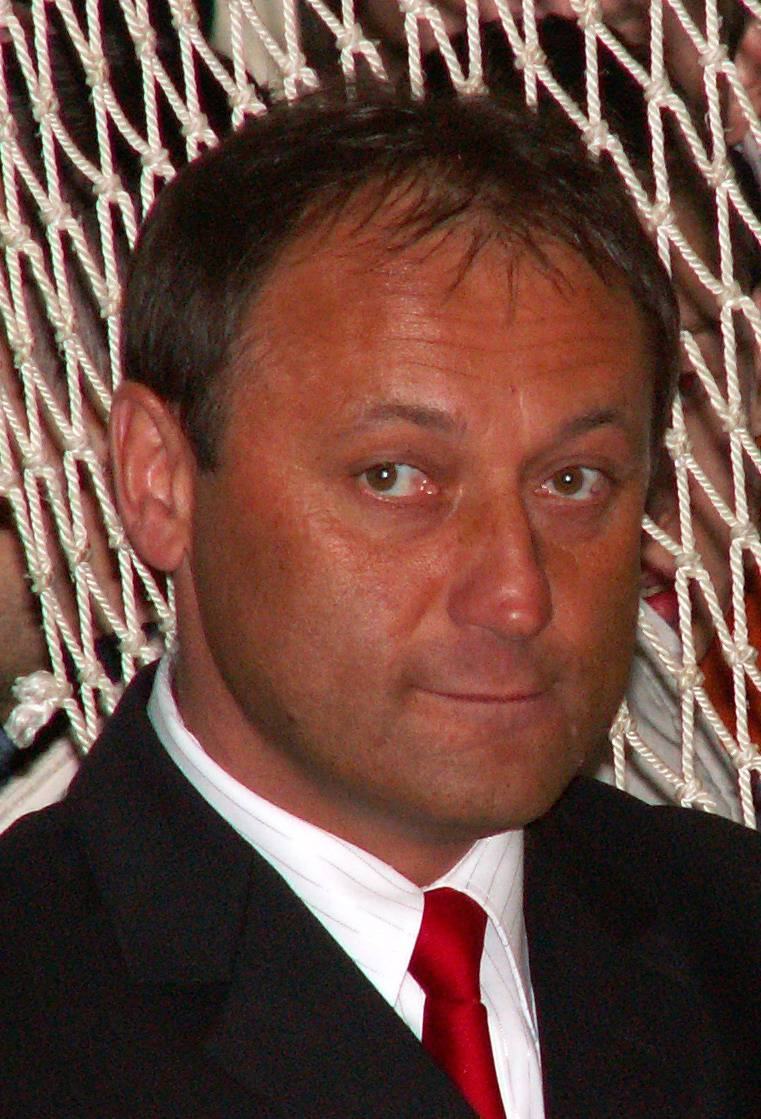
Ryszard Wieczorek – trener klubu w latach 2001–2004, 2008-09, 2018-19 i 2022

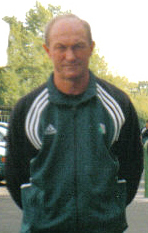
Franciszek Smuda – trener klubu w latach 2004–2005

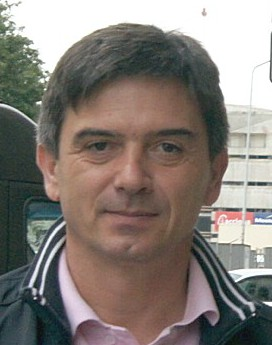
Waldemar Fornalik – trener klubu w latach 2005–2006

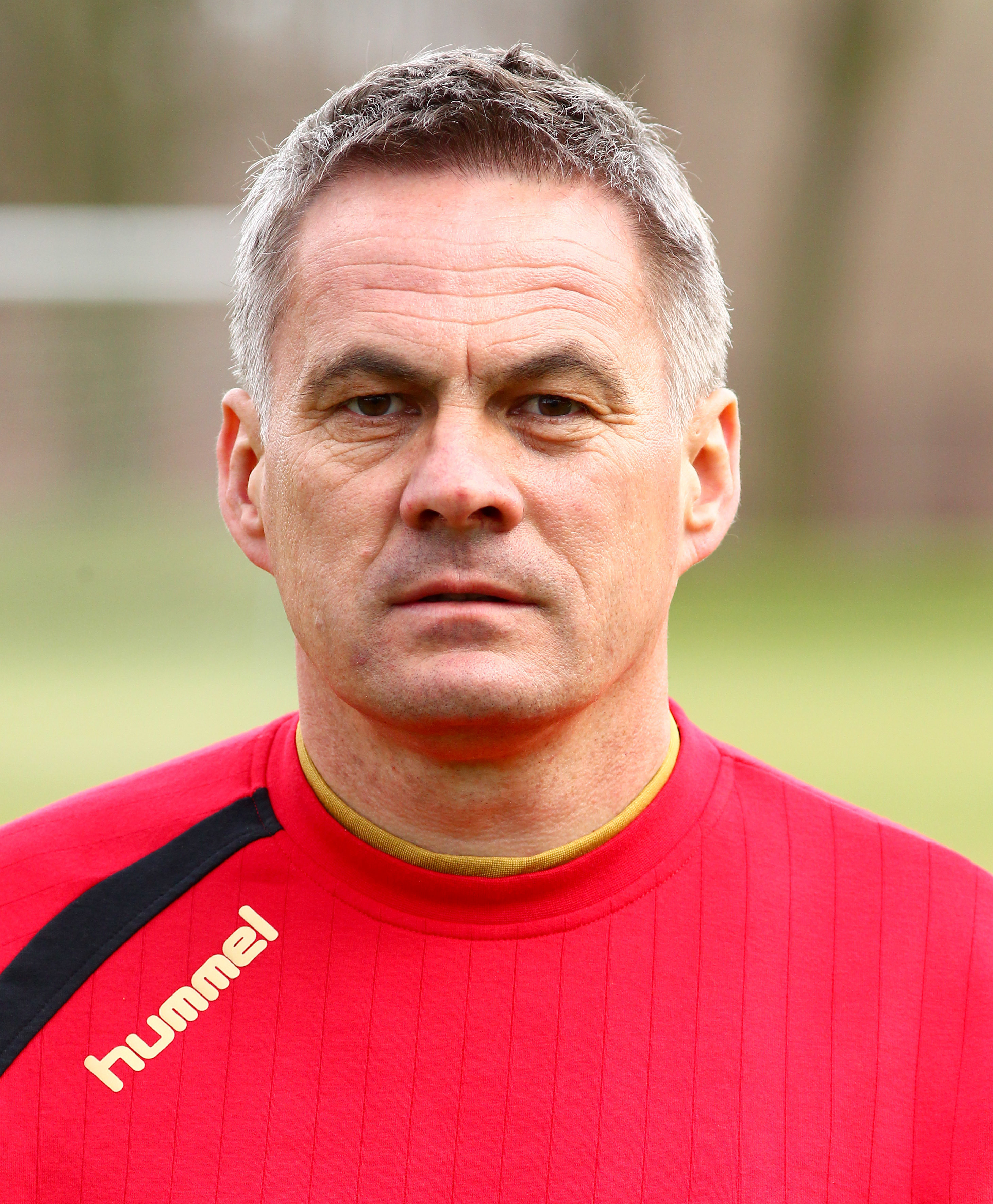
Jacek Zieliński – trener klubu w latach 2006–2007

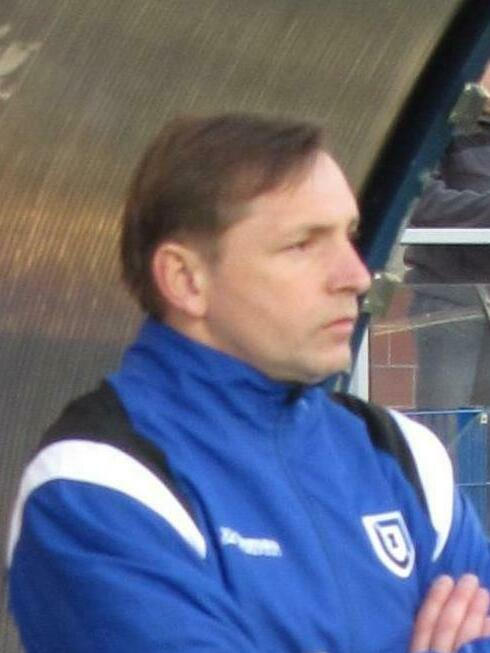
Mariusz Kuras – trener klubu w 2007

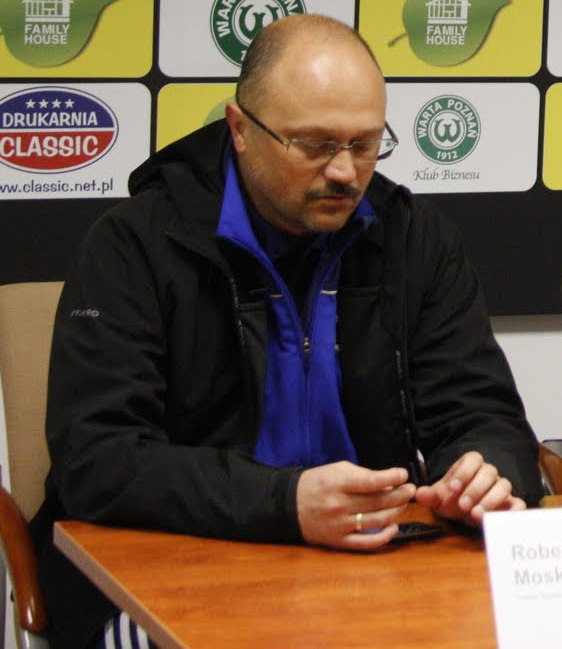
Robert Moskal – trener klubu w 2009

Stan na 25 sierpnia 2023
| Lp.   | Imię i nazwisko                  | Okres urzędowania | Okres urzędowania |
| ----- | -------------------------------- | ----------------- | ----------------- |
| 1.    | Wacław Dyszlewski                | 1947              |                   |
| 2.    | Antoni Konieczny                 |                   |                   |
| 3.    | Witold Wilczek                   |                   |                   |
| 4.    | Zygfryd Kiermaszek (1. kadencja) |                   |                   |
| 5.    | Eugeniusz Sobesto                |                   |                   |
| (4.)  | Zygfryd Kiermaszek (2. kadencja) |                   |                   |
| 6.    | Leon Wolny                       |                   |                   |
| 7.    | Zygmunt Pruski                   |                   |                   |
| (4.)  | Zygfryd Kiermaszek (3. kadencja) |                   |                   |
| 8.    | Joachim Szołtysek                |                   |                   |
| 9.    | Ryszard Kamiński                 |                   |                   |
| 10.   | Jerzy Kulig                      |                   |                   |
| 11.   | Andrzej Gajewski                 |                   |                   |
| (4.)  | Zygfryd Kiermaszek (4. kadencja) |                   | przed 1985        |
| 12.   | Stanisław Oślizło                | 1985              | 1986              |
| 13.   | Bernard Bytomski                 | po 1986           | 1988?             |
| 14.   | / Hubert Fijałkowski             | 1988?             | przed 1990        |
| 15.   | Marian Piechaczek                | 1990              | 1991              |
| 16.   | Franciszek Krótki                | 1992              | 1994              |
| 17.   | Jerzy Wolny                      | 1994              | 1995              |
| 18.   | Marcin Bochynek (1. kadencja)    | 1.07.1995         | 19.04.1998        |
| 19.   | Albin Mikulski                   | 20.04.1998        | 30.09.1998        |
| 20.   | Jerzy Wyrobek                    | 1.01.1998         | 30.06.2001        |
| 21.   | Ryszard Wieczorek (1. kadencja)  | 1.07.2001         | 1.12.2004         |
| 22.   | Franciszek Smuda                 | 2.12.2004         | 30.06.2005        |
| 23.   | Waldemar Fornalik                | 1.07.2005         | 28.08.2006        |
| (18.) | Marcin Bochynek (2. kadencja)    | 28.08.2006        | 1.12.2006         |
| 24.   | Jacek Zieliński                  | 5.12.2006         | 5.06.2007         |
| 25.   | Mariusz Kuras                    | 1.07.2007         | 1.10.2007         |
| 26.   | Janusz Białek (1. kadencja)      | 1.10.2007         | 7.04.2008         |
| p.o.  | Paweł Sibik                      | 8.04.2008         | 8.05.2008         |
| (26.) | Janusz Białek (2. kadencja)      | 8.05.2008         | 2.11.2008         |
| (21.) | Ryszard Wieczorek (2. kadencja)  | 3.11.2008         | 26.09.2009        |
| p.o.  | Martin Pulpit                    | 2.10.2009         | 5.10.2009         |
| 27.   | Robert Moskal                    | 5.10.2009         | 1.12.2009         |
| p.o.  | Piotr Sowisz                     | 1.12.2009         | 3.12.2009         |
| 28.   | Marcin Brosz                     | 2.12.2009         | 10.06.2010        |
| 29.   | Leszek Ojrzyński                 | 15.06.2010        | 23.09.2010        |
| p.o.  | Jarosław Skrobacz                | 24.09.2010        | 30.11.2010        |
| 30.   | Miroslav Čopjak                  | 1.12.2010         | 27.01.2011        |
| 31.   | Jarosław Skrobacz                | 28.01.2011        | 5.06.2011         |
| p.o.  | Paweł Sibik                      | 6.06.2011         | 12.06.2011        |
| 32.   | Ireneusz Gabrysiak               | 8.08.2011         | 17.03.2012        |
| 33.   | Tomasz Babuchowski               | 23.03.2012        | 15.04.2013        |
| 34.   | Piotr Sowisz                     | 15.04.2013        | 26.05.2013        |
| 35.   | Grzegorz Jakosz                  | 26.05.2013        | 30.06.2014        |
| 36.   | Marcin Grabowski                 | 2015              | 2016              |
| 37.   | Tomasz Włoka                     | 15.07.2016        | 30.06.2018        |
| (21.) | Ryszard Wieczorek (3. kadencja)  | 6.07.2018         | 21.06.2019        |
| 38.   | Adam Burek                       | 21.06.2019        | 20.02.2021        |
| 39.   | Mario Barrera                    | 10.03.2020        | 30.06.2021        |
| 40.   | Damian Nowak                     | 29.04.2021        | 7.10.2021         |
| p.o.  | Mieczyslaw Jakubowski            | 7.10.2021         | 22.10.2021        |
| 41.   | Karol Sienski                    | 22.10.2021        | 31.12.2021        |
| 42.   | Lukasz Targiel                   | 11.03.2022        | 11.05.2022        |
| (21.) | Ryszard Wieczorek (4. kadencja)  | 10.05.2022        | 22.06.2022        |
| 43.   | Jacek Trzeciak                   | 4.07.2022         | 18.10.2022        |
| 44.   | Piotr Hauder                     | 19.10.2022        | 30.06.2023        |
| 45.   | Michał Czyż                      | 23.06.2023        | nadal             |

## Rekordy klubowe w ekstraklasie
- Najwięcej goli dla Odry: Mariusz Nosal (30)
- Najwięcej goli dla Odry w sezonie: Mariusz Nosal, Jacek Ziarkowski (14)
- Najwięcej występów w Odrze: Marcin Malinowski (303)
- Najwięcej sezonów w Odrze: Marcin Malinowski (11,5)
- Najwyższe zwycięstwo u siebie: 5:0 z Ruchem Chorzów (16.05.1998)
- Najwyższe zwycięstwo na wyjeździe: 7:1 z Pogonią Szczecin (25.04.2003)
- Najwyższe miejsce w lidze na koniec sezonu: 3 (1996/1997)
- Najniższe miejsce w lidze na koniec sezonu: 15 (2009/2010)
- Najwyższe miejsce w lidze w środku sezonu: 1 (2001/2002)
- Najniższe miejsce w lidze w środku sezonu: 16 (2009/2010)
- Najwięcej zdobytych punktów w sezonie: 56 (2002/2003)
- Najmniej zdobytych punktów w sezonie: 24 (2004/2005)
- Najwięcej zdobytych bramek w sezonie: 55 (2002/2003)
- Najmniej zdobytych bramek w sezonie: 23 (2005/2006)
- Najwięcej straconych bramek w sezonie: 50 (1997/1998)
- Najmniej straconych bramek w sezonie: 27 (2005/2006)
- Sezonów w ekstraklasie: 14 (od 1996/1997 do 2009/2010)

## Strzelcy Odry w ekstraklasie
Stan na 26 maja 2010
| Lp. | Zawodnik              | Bramki |
| --- | --------------------- | ------ |
| 1.  | Mariusz Nosal         | 30     |
| 1.  | Michał Chałbiński     | 30     |
| 3.  | Paweł Sibik           | 28     |
| 4.  | Łukasz Sosin          | 22     |
| 5.  | Piotr Rocki           | 18     |
| 5.  | Jan Woś               | 18     |
| 7.  | Jacek Ziarkowski      | 16     |
| 7.  | Sławomir Paluch       | 16     |
| 9.  | Piotr Jegor           | 13     |
| 10. | Krzysztof Zagórski    | 12     |
| 11. | Marcin Nowacki        | 11     |
| 11. | Marcin Chmiest        | 11     |
| 11. | Jakub Grzegorzewski   | 11     |
| 14. | Ryszard Wieczorek     | 10     |
| 14. | Marcin Malinowski     | 10     |
| 16. | Jacek Polak           | 9      |
| 16. | Grzegorz Rasiak       | 9      |
| 18. | Mirosław Staniek      | 8      |
| 18. | Marek Kubisz          | 8      |
| 20. | Jacek Matyja          | 7      |
| 20. | Adam Czerkas          | 7      |
| 22. | Wojciech Górski       | 6      |
| 22. | Maciej Korzym         | 6      |
| 22. | Łukasz Masłowski      | 6      |
| 22. | Bartłomiej Socha      | 6      |
| 26. | Wojciech Myszor       | 5      |
| 26. | Ilijan Micanski       | 5      |
| 26. | Arkadiusz Aleksander  | 5      |
| 26. | Dariusz Dudek         | 5      |
| 30. | Piotr Sowisz          | 4      |
| 30. | Ryszard Staniek       | 4      |
| 30. | Wojciech Grzyb        | 4      |
| 30. | Rafał Policht         | 4      |
| 30. | Damian Seweryn        | 4      |
| 30. | Tomasz Szewczuk       | 4      |
| 36. | Radim Sáblík          | 3      |
| 36. | Maciej Małkowski      | 3      |
| 36. | Przemysław Pluta      | 3      |
| 36. | Marek Sokołowski      | 3      |
| 36. | Arkadiusz Bałuszyński | 3      |
| 36. | Bogdan Prusek         | 3      |
| 42. | Roman Madej           | 2      |
| 42. | Marcin Dymkowski      | 2      |
| 42. | Sławomir Szary        | 2      |
| 42. | Roman Skorupa         | 2      |
| 42. | Jacek Berensztajn     | 2      |
| 42. | Rafał Jarosz          | 2      |
| 42. | Aleksander Kwiek      | 2      |
| 42. | Marcin Radzewicz      | 2      |
| 42. | Mariusz Zganiacz      | 2      |
| 42. | Jakub Biskup          | 2      |
| 42. | Marek Saganowski      | 2      |
| 42. | Stanisław Wróbel      | 2      |
| 42. | Deivydas Matulevičius | 2      |
| 55. | Jacek Kowalczyk       | 1      |
| 55. | Marcin Kokoszka       | 1      |
| 55. | Daniel Rygel          | 1      |
| 55. | Piotr Gierczak        | 1      |
| 55. | Mirosław Szwarga      | 1      |
| 55. | Paweł Adamczyk        | 1      |
| 55. | Artur Kościuk         | 1      |
| 55. | Ariel Jakubowski      | 1      |
| 55. | Jan Cios              | 1      |
| 55. | Błażej Jankowski      | 1      |
| 55. | Marcin Drzymont       | 1      |
| 55. | Andrzej Jasiński      | 1      |
| 55. | Marcin Pawłowski      | 1      |
| 55. | Dariusz Jackiewicz    | 1      |
| 55. | Marcin Gadomski       | 1      |
| 55. | Rafał Ruta            | 1      |
| 55. | Dariusz Kłus          | 1      |
| 55. | Adam Gmitrzuk         | 1      |
| 55. | Mariusz Muszalik      | 1      |
| 55. | Bartosz Iwan          | 1      |
| 55. | Hubert Szewczyk       | 1      |
| 55. | Arkadiusz Kampka      | 1      |
| 55. | Piotr Kuś             | 1      |
| 55. | Przemysław Pałkus     | 1      |
| 55. | Tomasz Świerzyński    | 1      |
| 55. | Tomasz Moskal         | 1      |
| 55. | Marcin Wodecki        | 1      |

## Reprezentanci w barwach Odry
Uwzględniono zawodników, którzy rozegrali co najmniej w 1 oficjalnym meczu pierwszej reprezentacji seniorskiej Polski lub innego kraju.
- Piotr Jegor
- Maciej Małkowski
- Mariusz Nosal
- Sławomir Paluch
- Goran Popov
- Marcin Radzewicz
- Paweł Sibik
- Adam Stachowiak
- Grzegorz Tomala

## Sympatycy
Wśród sympatyków klubu można wymienić znane osobistości m.in. sportowców Antoniego Piechniczka, Tomasza Sikorę, Edwarda Sochę, Franciszka Smudę czy byłego ministra sportu Jacka Dębskiego. Z klubem sympatyzowali również obecni na 80. leciu Odry Klaudiusz Ševković czy Olaf Lubaszenko.
Sympatyków Odry Wodzisław Śląski można spotkać głównie w Wodzisławiu Śląskim oraz miejscowościach powiatu wodzisławskiego, rybnickiego, raciborskiego, głubczyckiego i cieszyńskiego, a także w miastach: Radlinie, Rybniku, Żorach, Jastrzębiu-Zdroju, Raciborzu, Kietrzu, Baborowie, Głubczycach.

## Inne sekcje działające dawniej w klubie
- boks
- judo
- kolarstwo
- koszykówka
- siatkówka
- tenis stołowy